# Фридрих фон Харденберг
Фридрих фон Харденберг (на немски: Friedrich von Hardenberg; * пр. 1569; † 1609) е благородник от род Харденберг в Долна Саксония.
Той е най-големият син (от 9 деца) на Кристоф фон Харденберг († 1571) и съпругата му Анна фон Манделслох († 1580). Внук е на Ханс фон Харденберг († 1547) и правнук на Фридрих фон Харденберг († 1484) и Хилегунд († сл. 1493). Праправнук е на оръженосеца („кнапе“) Ханс фон Харденберг († 1464) и съпругата му фон Олдерсхаузен.

## Фамилия
Фридрих фон Харденберг се жени за Катарина фон Боденхаузен († 3 септември 1608). Te имат един син и две дъщери:
- Анна фон Харденберг, омъжена за Йохан Шпигел цу Пекелсхайм († сл. 9 февруари 1602)
- Ханс Кристоф фон Харденберг (1581 – 1645), женен I. за Катарина фон Бланкенбург, II. за Магдалена Агнес фон Маренхолц († 1648) и има с нея 11 деца
- Агнес Елизабет фон Харденберг (* пр. 18 февруари 1613; † 10 февруари 1642)